# We Are Made Of Stardust
《We Are Made Of Stardust (위아 메이드 오브 스타더스트)》는 2010년 발매된 가수 이상은의 정규음반 14집이다.  영화음악가 이병훈(Vanilla Voy), 일렉뮤지션 KAYIP(이우준) 과 뉴욕에서 작업한 음반으로 일렉트로니카 사운드이다. 특히 4번트랙 'Stardust'에서는 짧은 노이지를 비트로 응용한 새로운 일렉트로니카 스타일인 글리치(Glitchy)를 선보이기도 하였다. CD에는 'Stardust' 히든트랙이 있다.

## 수록곡
전체 작사·작곡: 이상은
| #   | 제목                     | 재생 시간 |
| --- | ------------------------ | --------- |
| 1.  | 〈Something In The Air〉 | 3:35      |
| 2.  | 〈Positiva〉             | 4:22      |
| 3.  | 〈Bliss〉                | 4:58      |
| 4.  | 〈Stardust〉             | 6:32      |
| 5.  | 〈섬〉                   | 5:48      |
| 6.  | 〈Wild Things〉          | 4:36      |
| 7.  | 〈Comsmic Nomad〉        | 5:19      |
| 8.  | 〈오늘도 크리스마스〉    | 5:23      |
| 9.  | 〈모나스트리〉           | 7:08      |
| 10. | 〈The Box〉              | 4:51      |
| 11. | 〈Magic Lake〉           | 6:07      |
| 12. | 〈Invisible War〉        | 7:48      |

## 관련 자료
- 'Something in the air' 뮤직비디오
- 'Something in the air' 편집영상

- 14집 이상은 인터뷰